# Hans Güth
Hans Güth (* 2. Januar 1921 in Meiningen; † 15. April 2013 in Berlin) war ein deutscher Politiker  der DDR-Blockpartei CDU und Redakteur sowie bis zu seiner Berentung 1986 einer der stellvertretenden Chefredakteure des Zentralorgans Neue Zeit in Berlin. In den 1950er Jahren war er Vorsitzender des Bezirksvorstandes Suhl der CDU.

## Leben
Güth wurde als Sohn eines Schlossers geboren. Er legte 1939 das Abitur ab und wurde dann zum Kriegsdienst in eine Nachrichtentruppe eingezogen sowie schließlich zum Leutnant der Wehrmacht befördert.
1946 trat er der CDU bei. Sein Eintritt in die christdemokratische Partei des Landes Thüringen der SBZ erfolgte im Zusammenhang mit einer Vortragsreise der Politiker des "Reichsverbandes der CDU"  Ernst Lemmer, Theodor Steltzer und Ernst Bloch nach Thüringen. Letzterer sprach auf Einladung des CDU-Kreisverbandes Meiningen 1946 in den Casino-Lichtspielen zum Thema „Durch Demokratie zum Neuen Deutschland.“
Güth wurde Mitglied des Stadtrates von Meiningen. Er arbeitete hauptamtlich als Abteilungsleiter beim CDU-Landesverband Thüringen in den Nachkriegsjahren. Als Kreisvorsitzender im thüringischen Kreisverband der CDU war er von November 1950 bis April 1952 ehrenamtlich tätig.
Nach dem Ausscheiden von Willi Leisner (1899–1965) als Leiter des CDU-Kirchenreferates im Jahre 1952 nahm Güth Aufgaben dieses Referates zusätzlich zu seinen Tätigkeiten als Leiter des „Hauptreferates Staatliche Verwaltung und Kaderpolitik“ bis zur Wiederbesetzung Anfang November desselben Jahres wahr.
Von 1953 bis 1956 wirkte er als Vorsitzender des Bezirksvorstandes Suhl der CDU. Anschließend leitete er die „Abteilung Gesamtdeutsche Arbeit“ ab 16. Januar 1956, die später als "Abteilung West" bezeichnet wurde, und danach das Hauptreferat "Staatliche Verwaltung und Kaderpolitik" bei der CDU-Parteileitung. 1960 wurde er persönlicher Referent des Generalsekretärs der CDU, Gerald Götting. Zu seinen Aufgaben in dieser Position gehörte die Protokollführung der "Sitzungen des Sekretariats des Hauptvorstandes". Am 28. März 1962 rückte er als Berliner Vertreter und Nachfolger von Heinz-Wolfram Mascher als Mitglied der CDU-Fraktion in die Volkskammer nach, gehörte der Volkskammer aber nur bis 1963 an. Ab 1. Mai 1964 wurde Güth der "Leiter Abteilung Politik" in der CDU-Parteileitung.

### Leitender Mitarbeiter im CDU-ZentralorganNeue Zeit
Ab 1965 arbeitete Güth als Redaktionssekretär unter den Chefredakteuren Hermann Kalb sowie Karl-Friedrich Fuchs, von 1974 bis 1986 dann als stellvertretender Chefredakteur des christdemokratischen Zentralorgans Neue Zeit unter den Chefredakteuren Hans Zillig und Dieter Eberle. Er war zudem stellvertretender Vorsitzender des Berliner Journalistenverbandes. Ab 1986 war er vorübergehend Vorsitzender des Kreisverbandes Berlin-Hohenschönhausen der CDU.
Den Kreisverband Hohenschönhausen besuchte der damalige Parteivorsitzende Götting zusammen mit seinem Stellvertreter im Parteivorsitz Wolfgang Heyl und dem Vorsitzenden des Ostberliner Bezirksverbandes der CDU, Dietrich Voigtberger, den damaligen Kreisverband Hohenschönhausen  anlässlich des Jahreswechsels 1986/87. In seiner Rede ging Güth auf die von ihm federführend erarbeitete örtliche Partei-Chronik ein und insbesondere auf Hermann Solbach (1895–1966), der 1945 der CDU beitrat und zum 2. Vorsitzenden der CDU-Ortsgruppe Hohenschönhausen im damaligen Kreisverband Weißensee gewählt wurde.

### Wende und friedliche Revolution
Vor dem Sonderparteitag Mitte Dezember 1989 polemisierte Güth als Ruheständler in der Neuen Zeit unter dem amtierenden Chefredakteur Hans-Joachim Koppe gegen die West-CDU und empfahl seiner Partei einen Kurs im Sinne des „Sozialismus aus christlicher Verantwortung“, wie ihn Jakob Kaiser vertreten habe. Auf dem Sonderparteitag am 15./16. Dezember 1989 verabschiedete sich die CDU der DDR vom Sozialismus.

### Familie
Er lebte in Berlin-Alt-Hohenschönhausen und war bis zu seinem Tod im Alter von über 90 Jahren mit der Russisch-Lehrerin Gudrun Güth (* 1930) verheiratet. Seine letzte Ruhestätte fand er auf dem Evangelischen Auferstehungs-Friedhof in Berlin-Weißensee.

## Schriften
- „Kein Fürchten soll mich lähmen!“ Ricarda Huch. Union, Berlin 1987 (= Reihe Christ in der Welt, Heft Nr. 67). Mit seltenen Fotos, darunter eine Abbildung des Plakates vom Deutschen Frauenkongress für den Frieden vom 7. bis 9. März 1947 im Admiralspalast in Berlin mit dem Motto Wer lebt und leben will muss vorwärts sehen, das von der Ehrenpräsidentin Ricarda Huch stammt.

## Gutachter
- Für die 1977 erschienene Schrift August Bach. Aus Reden und Aufsätzen 1946 - 1966[16] wirkte Hans Güth als Gutachter zusammen mit Gottfried Bregulla und Rolf Börner.[17]

## Auszeichnungen
- Otto-Nuschke-Ehrenzeichen in Silber, 1961[18]
- Vaterländischer Verdienstorden in Bronze (1964) und in Silber (1981)[19]